# Rade Jorović
Radoje Rade Jorović (Goračići kod Guče, 25. novembra 1953) srpski pevač tradicionalne šumadijske narodne muzike. Poznat je po hitovima Selo moje lepše od Pariza, Žene vole oficire, Pogledom te tražim, Ti si žena mog života, Putuju kočije bele, Ne šalji majko sina u tuđinu, Tiha voda ruši stene, Lepotica i sirotan, Dođi dušo da štedimo struju, Al' je lepo biti seljak, Ne deli nas Drino itd.

## Biografija
Kao mali slušao je izvornu muziku koju su pevali njegov otac Ljubomir i majka Ljubinka na prelima i poselima sa komšijama i rođacima. U to vreme bio je opsednut muzikom; pravio je sebi harmonike od hartije, crtao mikrofone, prepisivao tekstove narodnih pesama, vežbao na usnoj harmonici i pravio frule od zove. Najviše je volio da peva, naročito na jednom proplanku čuvajući ovce pored reke Morave. I danas voli da ode tamo i da se natpevava sa prirodom. Kao srednjoškolac od đačke plate kupio je od jedne stare bake oko 40 godina staru harmoniku koju mu je otac kasnije u ljutini razbio, ne želeći da mu sin bude pevač i probisvet. Na odsluženju vojnog roka u Sarajevu bio je nagrađivani vojnik i najbolji vodeći glas u laganim strojevim koracima. Po povratku iz armije Rade se potpuno posvetio muzici. U banji Gornja Trepča počeo je da nastupa kao solista u bendu "Plavi anđeli". Kupio je bas gitaru i pojačalo i došao u Beograd gde je uzimao časove sviranja. Posle toga se jedno vreme seljakao po Srbiji i Vojvodini. Sredinom 1976. kao solista Rade odlazi u Nemačku. Kao prvi uspeh u inostranstvu desila se ljubav između njega i njegovog fana Ivanke Krivokuće, tadašnjeg studenta tehnologije, koja je krunisana brakom i rođenjem njihova prvenca Duška. U isto vreme kompozitor Predrag Vuković Vukas komponuje za njega pesmu Lepotica i sirotan, a onda 1982. i pesmu Selo moje lepše od Pariza sa kojom je ušao na velika vrata srpskog estradnog neba. Sledeće godine doživljava veliki uspeh na Hit paradi, a rađa mu se i čudo od deteta, natprosečno inteligentni (koeficijent inteligencije 182) sin Đorđe. Pesmu Selo moje lepše od Pariza SANU je uvrstila među deset najlepših pesama u istoriji srpske muzike. Fanatični je pravoslavni vernik i najdraža mu je ličnost patrijarh Pavle. Neobičan je i u detinjstvu mu je dijagnostifikovan Aspergerov sindrom. Koeficijent inteligencije izmeren u vojsci mu je 167. Među prvima je popularizovao srpsku narodnu nošnju i šajkaču, još pre raspada Jugoslavije. Zbog toga su mu lepili etiketu nacionaliste, ali kako sam kaže u svojim pesmama nikada nikoga nije uvredio. Oduvek priča da u Beogradu i celoj Srbiji nedostaju restorani sa čistom tradicionalnom srpskom kuhinjom i muzikom. Uvek je voleo da uz malu dozu humora, kao pravi šeret, prilagodi humor svom estradnom imidžu: od prvog albuma i hita "Selo moje lepše od Pariza", kada se slikao kraj plasta sena, sa šajkačom u seoskom ambijentu, do vrlo popularne pesme "Žene vole oficire", gde se slikao u uniformi oficira srpske vojske iz Prvog svetskog rata, sa dve lepe dame sa garderobom koja je bila moderna s početka dvadesetog veka.
Kako sam kaže, najveća mu je mana što lako plane i mnogo puta ispadne budala, a najviše ga nervira kad ga upitaju koliko novca dobija od pevanja. Odustao je od snimanja spotova jer nije hteo da da novce reditelju, nego je hteo da časti ekipu na terenu prilikom snimanja. Često gostuje u komšiluku, najčešće u BiH, Hrvatskoj i u Rumuniji. Za svoju dušu najviše voli da ode u Hercegovinu, u Ljubinje, Trebinje, Popovo polje itd. Impresionira ga što tamo ljudi finansijski loše stoje i loše žive, ali su bogati duhom. Voli da nastupa između Bjelovara i Zagreba, pošto ga impresionira lepota i razvijenost tih krajeva. Kako kaže, nikada tamo nije imao nikakvih problema.

## Festivali
- 1983. Hit parada - Selo moje lepše od Pariza
- 1984. MESAM - Al' je lepo biti seljak
- 1986. Hit parada - Nisam ćata
- 1987. Hit parada - Tiha voda ruši stene
- 1989. Hit parada - Pogledom te tražim
- 1991. Šumadijski sabor - Hej putniče, namerniče
- 1992. Hit parada - Krenulo je, krenulo
- 1996. MESAM - Kavaljer
- 1997. Šumadijski sabor - Ljubav na seoski način
- 2018. Festival "Dragiša Nedović", Kragujevac - Jesen prođe ja se ne oženi
- 2018. Sabor narodne muzike Srbije, Beograd - Dobitnik estradno - muzičke nagrade Srbije za životno delo
- 2020. Sabor narodne muzike Srbije, Beograd - Gost sedme takmičarske večeri festivala i dobitnik Nagrade nacionalnog estradno - muzičkog umetnika Srbije

## Diskografija
- 1980: (singl) Lepotica i sirotan/Život nije pozornica
- 1982: Selo moje lepše od Pariza
- 1983: Al' je lepo biti seljak
- 1985: Pesme za nju
- 1986: Tiha voda ruši stene
- 1988: Sedamdeset sedam sela
- 1989: Tebi pesma, meni suze
- 1991: Krenulo je krenulo
- 1993: Putuju kočije bele
- 1997: Svi moji drugovi
- 2000: Rade Jorović